# Oblivion : The Black Hole
Pour les articles homonymes, voir Oblivion.
Oblivion : The Black Hole est un parcours de montagnes russes du modèle machine plongeante de Bolliger & Mabillard du parc Gardaland situé à Castelnuovo del Garda en Italie,.

## Thème
Le thème d'Oblivion : The Black Hole présente une mission spatiale durant laquelle les passagers rencontrent un trou noir reliant la Terre à un autre espace-temps. Le champ gravitationnel du trou noir aspire tout ce qui se trouve dans son rayon. Les décors de l'attraction montrent des objets tels que des voitures complètement déformés, car en train d'être aspirées vers ce trou noir. Ce dernier se situe précisément en bas de la première descente de l'attraction, les trains s'arrêtant quelques secondes au-dessus de lui avant de plonger dedans avec une inclinaison de 87 degrés. 

## Galerie

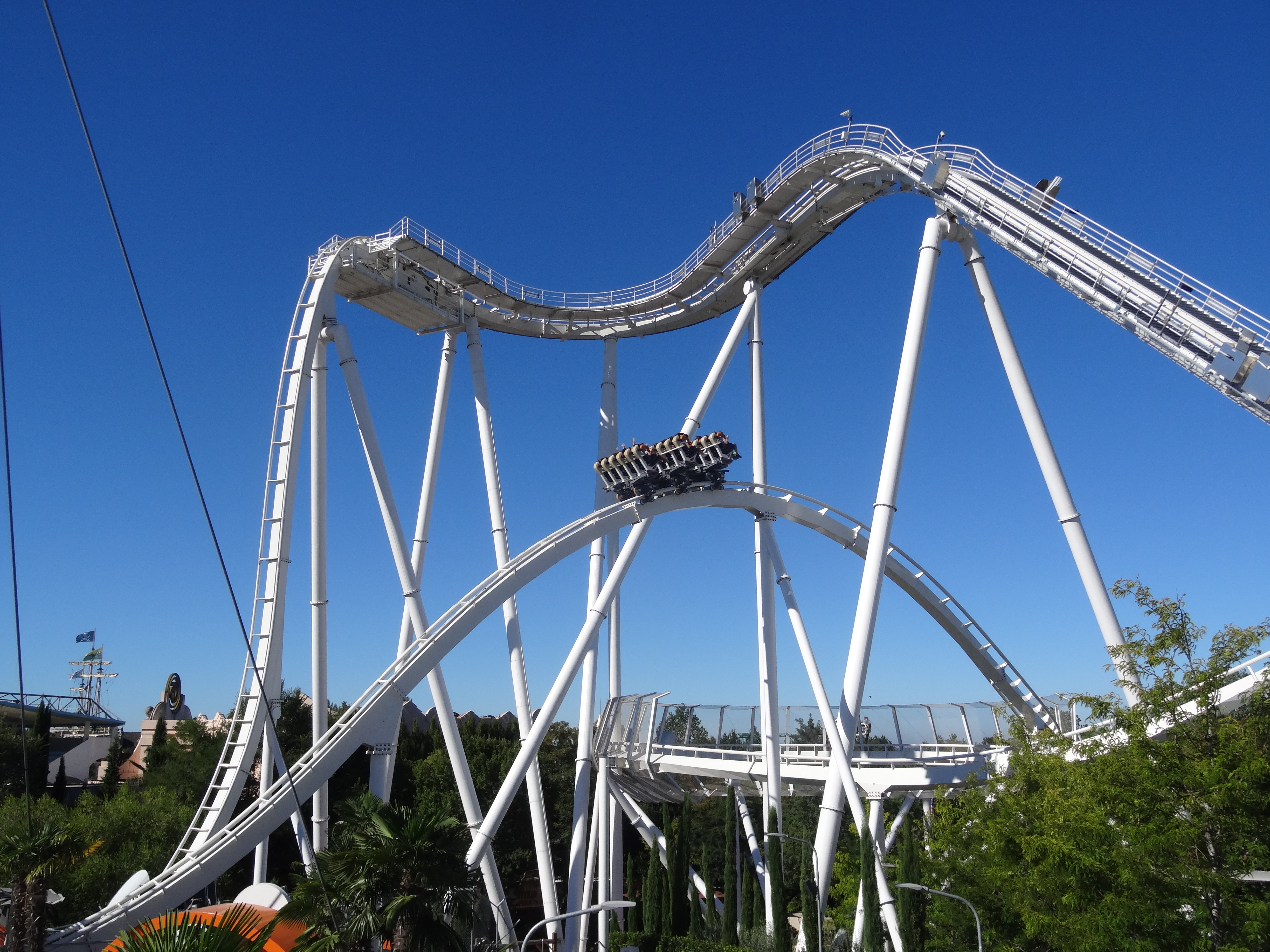
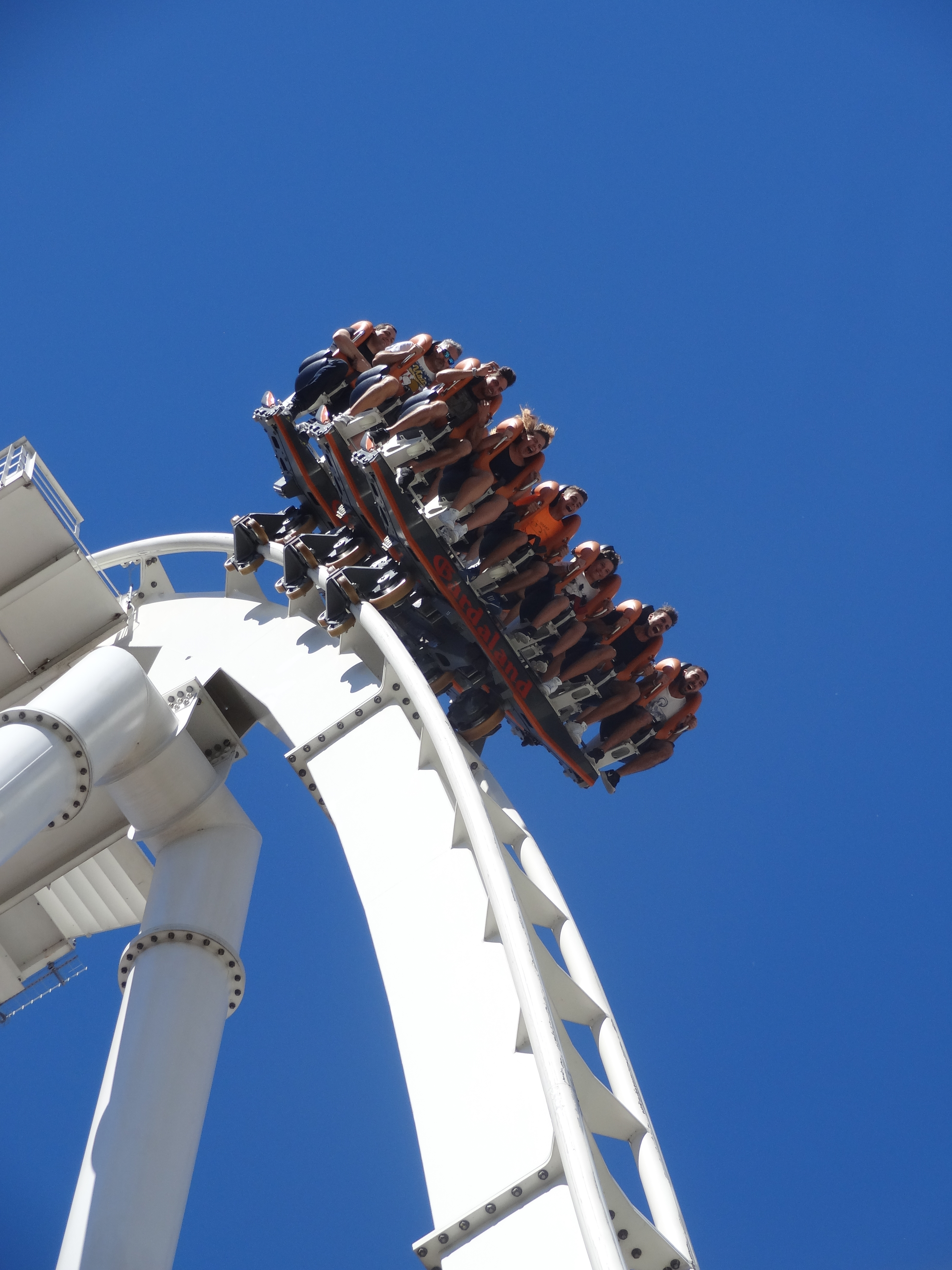
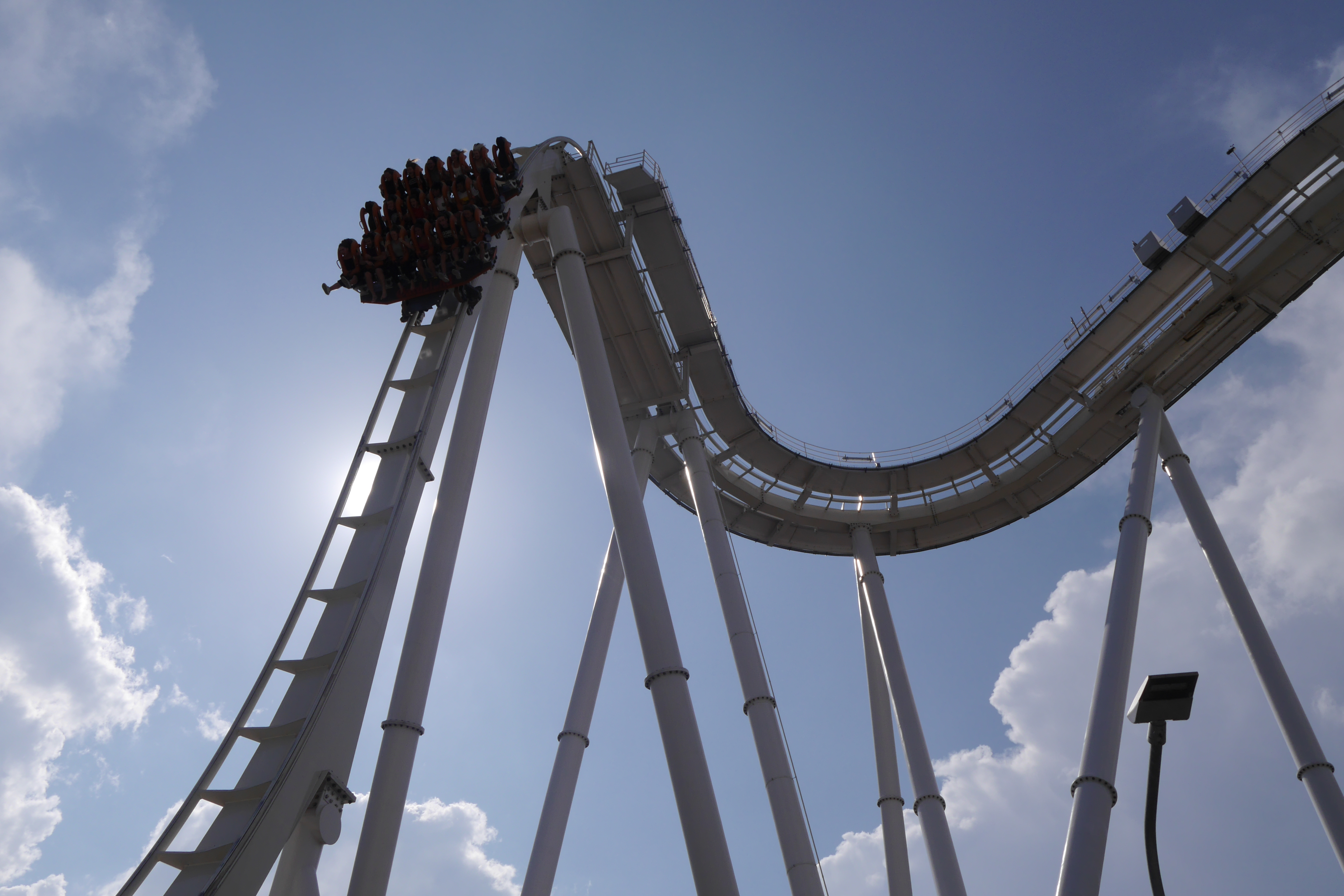